# Poecilomorpha dollmani
Poecilomorpha dollmani es una especie de coleóptero de la familia Megalopodidae.

## Distribución geográfica
Habita en los territorios que antes se llamaban Rodesia.